# Lont wolnopalny

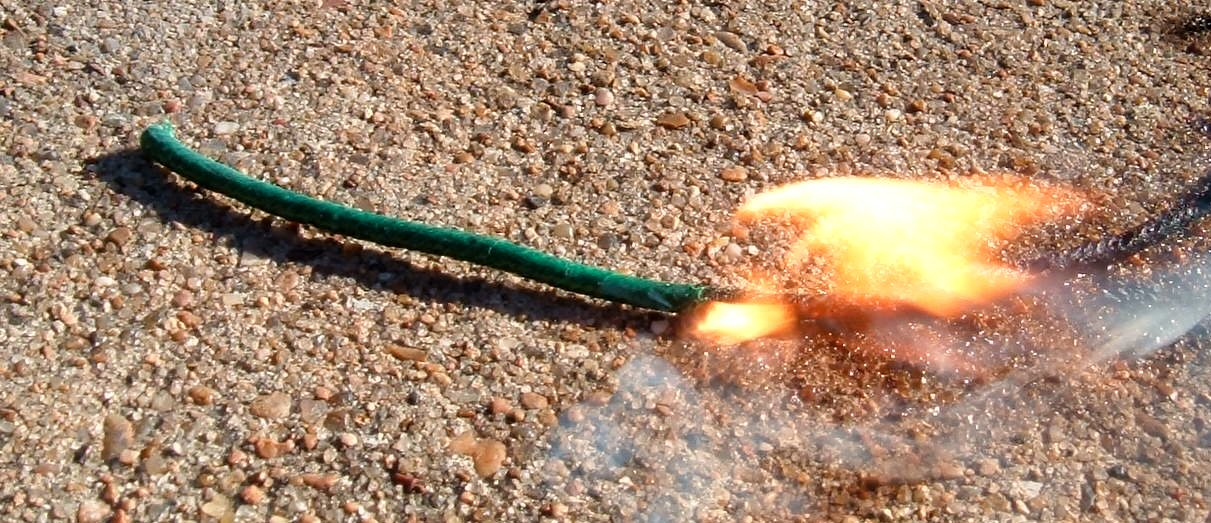
Płonący lont prochowy

Lont wolnopalny lub lont prochowy – wolnopalny środek inicjujący, rodzaj lontu, służący do powodowania wybuchu spłonek pobudzających, a tym samym ładunków materiału wybuchowego. Składa się z rdzenia z czarnego prochu dymnego, nici kierunkowej oraz wielowarstwowego oplotu zewnętrznego pokrytego masą izolacyjną. Specyficznym typem lontu prochowego jest lont Visco.